# Бини, Альфредо
Альфре́до Би́ни (итал. Alfredo Bini; 12 декабря 1926, Ливорно, Италия — 16 октября 2010, Тарквиния, Италия) — итальянский кинопродюсер.

## Биография
Родился 12 декабря 1926 года в Ливорно.
Спродюсировал больше 32-х фильмов (1958 — 1979 гг.).
Был женат (1963 — 1977) на итальянской актрисе Розанне Скьяфино, в браке с которой родилась дочь Аннабелла.

## Избранная фильмография
- Закон есть закон — режиссёр Кристиан-Жак (1958)
- Аккатоне — режиссёр Пьер Паоло Пазолини (1961)
- Бездорожье — режиссёр Мауро Болоньини (1961)
- Мама Рома — режиссёр Пьер Паоло Пазолини (1962)
- Евангелие от Матфея — режиссёр Пьер Паоло Пазолини (1964)
- Мандрагора — режиссёр Альберто Латтуада (1965)
- Ведьма — режиссёр Дамиано Дамиани (1966)
- Птицы большие и малые — режиссёр Пьер Паоло Пазолини (1966)
- Авантюрист (L'avventuriero) — режиссёр Теренс Янг (1967)
- Царь Эдип — режиссёр Пьер Паоло Пазолини (1967)
- Сатирикон — режиссёр Джан Луиджи Полидоро (1969)